# Бидзинашвили, Ираклий
Ираклий Бидзинашвили (груз. ირაკლი ბიძინაშვილი; род. 27 февраля 1997, Грузия) — грузинский футболист, полузащитник клуба «Торпедо» Кутаиси.

## Карьера
Профессиональную карьеру начал в 2015 году в составе клуба «Сабуртало». 13 августа 2015 года в матче против клуба «Цхинвали» дебютировал в чемпионете Грузии, выйдя на замену на 53-й минуте вместо Бека Гварадзе.
В 2018 году перешёл в датский клуб «Ноа».
В 2019 году подписал контракт с клубом «Елгава».

## Достижения
«Елгава»
- Финалист кубка Латвии: 2021

«Динамо» Батуми
- Чемпион Грузии: 2023
- Серебряный призёр чемпионата Грузии: 2022
- Финалист кубка Грузии: 2023
- Обладатель суперкубка Грузии: 2022

## Клубная статистика
| Игровая карьера | Игровая карьера | Игровая карьера | Лига | Лига | Кубок | Кубок | Межд. | Межд. | СК | СК |
| --------------- | --------------- | --------------- | ---- | ---- | ----- | ----- | ----- | ----- | -- | -- |
| 2019            | Елгава          | А               | 20   | 2    | 2     | 1     | —     | —     | —  | —  |
| 2020            | Дила            | А               | 5    | 0    | 2     | 1     | —     | —     | —  | —  |
| 2021            | Дила            | А               | 27   | 7    | 2     | 0     | 2     | 0     | —  | —  |
| 2022            | Динамо (Батуми) | А               | 27   | 7    | 1     | 0     | 4     | 0     | 1  | 0  |
| 2023            | Динамо (Батуми) | А               | 32   | 7    | 3     | 0     | 2     | 0     | 2  | 0  |
| 2023            | Женис           | А               | 10   | 1    | 1     | 0     | —     | —     | —  | —  |